# Walter Buhe
Walter Buhe (* 26. Mai 1882 in Aschersleben; † 22. Dezember 1958 in Leipzig) war ein deutscher Maler und Grafiker.

## Leben
Buhe wurde als Sohn des Kaufmanns Heinrich Buhe und seiner Gattin Emma, geborene Märker, in Aschersleben, Hinter dem Turm 2, geboren. Er besuchte das Stephaneum und machte eine Lehre als Lithograph in der Firma H. C. Bestehorn. Nach seinem Abitur studierte Buhe mit Hilfe eines Stipendiums der Ramdohr’schen Stiftung von 1904 bis 1910 an der Unterrichtsanstalt des Kunstgewerbemuseums Berlin und war hier Schüler von Emil Orlik. 1912 bis 1915 erhielt Buhe seine erste Anstellung als Lehrer an einer Berliner Kunstschule, wo er Nachfolger von Ludwig Sütterlin war. Im Ersten Weltkrieg war er als Soldat von 1916 bis 1918 bei der Wilnaer Zeitung, der Zeitung der X. Armee, für die er u. a. Werbeplakate und zahlreiche Illustrationen aus dem Leben des einfachen Volks schuf.
Vielfältig war Buhes Schaffen auch auf dem Gebiet der Gebrauchsgrafik, begünstigt durch eine Lithographen-Lehre sowie dem Studium bei Emil Orlik in Berlin. Er entwarf unter anderem Plakate, Prospekte, Bucheinbände, Notgeld, Briefmarken, Kalender, schuf Illustrationen und entwickelte sogar eine eigene Schrift, die Buhe-Fraktur. Hohes Können und der Facettenreichtum seines Schaffens führten zu seiner Berufung zum Professor für angewandte Grafik an der Staatlichen Akademie für graphische Künste und Buchgewerbe Leipzig. Diese Professur hatte er von 1920 bis 1947 inne.
1921 wurde er von Erich Gruner, dem künstlerischen Beirat des Leipziger Messeamtes, zusammen mit Georg Baus und Walter Zeising zu einem der ersten Ausstellungsgraphiker der Leipziger Messe berufen.
Während Buhe in den frühen Jahren „gebrauchsgrafisch“ und „illustrativ“ tätig war, verlagerte sich später sein Schaffen auf das „Malerische“ und „Freigrafische“, wie er selbst schrieb. Er unternahm mit seinen Studenten, „alle wirtschaftlichen und politischen Schwierigkeiten überwindend, weite Reisen in die östlichen und südöstlichen Länder, deren Folklore ihm besonders lag.“ Zu den Reisezielen zählten Ungarn, Siebenbürgen, Litauen, Polen, Tschechoslowakei. Die Schüler empfanden diese Studienreisen als wertvolle Erfahrungen, wie z. B. Marianne Scheel oder Erich Ohser berichteten.
Sein Lieblingsthema in der Darstellung wurde die „Volkskultur“. Es entstanden zum Teil intensivfarbige Aquarelle von Dorf- und Stadtansichten, von Landschaften und immer wieder Porträtstudien, Darstellungen der einfachen Menschen bei ihrer Arbeit und ihren Freizeitbeschäftigungen. Ein Beispiel dafür ist sein Werk „Die Leute von Rosendorf“. Es enthält 30 Holzschnitte mit eigenhändigen Schilderungen zu den abgebildeten Einwohnern. Buhe erhielt dafür auf der Pariser Weltausstellung 1937 eine Goldmedaille und wurde Ehrenbürger von Rosendorf in Böhmen.
Er zeichnete mit Stift und Feder, benutzte die Technik der Lithographie, des Holzschnittes, der Radierung sowie der Aquarell- und Ölmalerei. Diese gekonnte Vielfalt sowie die verschiedenartigen Inhalte seiner Werke machten den Künstler Walter Buhe weit über seine Heimatstadt Aschersleben bekannt. Doch zeitlebens fühlte er sich mit ihr verbunden, war doch eines seiner letzten Werke ein Wandbild in der ehemaligen Optima-Kinderkrippe. Ganze Bildmappen widmete er seiner Heimatstadt. Die Stadt ehrte ihn dafür 1957 mit der Ehrenbürgerschaft.
Walter Buhe war Mitglied im Deutschen Künstlerbund, im Deutschen Werkbund, im Verein deutscher Buchgewerbekünstler Leipzig und in der Zeit des Nationalsozialismus der Reichskammer der bildenden Künste. Für diese Zeit ist seine Teilnahme an dreizehn großen Ausstellungen und einer Einzelausstellungen beim Anhaltinischen Kunstverein Dessau mit Artur Ressel 1940 in Dessau sicher belegt.
Buhe lebte auch nach 1945 in Leipzig und betätigte sich künstlerisch.
Der Ingenieur und Komponist Klaus Buhé (1912–1996) und der Gitarrist Thomas Buhé (1920–2015) waren seine Söhne.

## Ehrungen
- 1937: Goldmedaille Pariser Weltausstellung
- Ehrenbürgerschaft in Aschersleben
- Ehrenbürgerschaft in Rosendorf

## Werke (Auswahl)

### Tafelbilder (Auswahl)
- Winterlicher Straßenmarkt in Wilna (Öl)[8]

- Jungaktivisten im Kalibergwerk (Öl, 1952)[9][10]
- Reiterspiele in der Slowakei (Öl)[11][10]

### Aquarelle (Auswahl)
- Hessisches Bauernhaus (Aquarell; ausgestellt 1937 auf der Großen Deutschen Kunstausstellung)[12]

- Färberei (Aquarell; ausgestellt 1946/1947 auf der Ausstellung „Mitteldeutsche Kunst“ in Leipzig)[13]

- Volkstanzgruppe (Aquarell)[14][10]

- Leipziger Messe (Zyklus von Aquarellen, 1951)[15][10]

- Kundgebung am Dimitroff-Museum (Aquarell, 1952)[16][10]

### Druckgrafik (Auswahl)
- Kriegs-Echo (Plakatentwurf, 1916; Plakat u. a. im Bestand der Grafiksammlung der Österreichische Nationalbibliothek)[17]

- Das Neueste! Wilnaer Zeitung (Plakatentwurf, um 1914/1918; Plakat u. a. im Bestand der Kunstbibliothek der Staatlichen Museen zu Berlin)[17]

- Arbeitshände (Holzschnitt; u. a. im Bestand des Lindenau-Museums Altenburg/Thür.)[17]

### Publikationen als Autor und Illustrator
- Dörfer der Tatra. Eine Studienreise in Worten und Bildern. Leipziger Meisterschule für das Graphische Gewerbe, 1933

- Aus einem böhmischen Dorf. Erzählt und in Holz geschnitten. Ein Zeugnis alter Volkskunst und Handwerksart bäuerlichen Lebenskreises im Sudetenland. Staatliche Akademie für graphische Künste und Buchgewerbe. Ca. 1934 (Auflage 200 Ex.)

### Buchillustrationen (Auswahl)
- H. Heckner: Aschersleben am Harz. Ein Führer durch die Stadt und ihre nähere Umgebung. Aschersleben, 1909

- Adolf Lamprecht: Heimat-Fibel. Verlag Kafemann, Danzig, 1930

- Reinhard Müller: Klingendes Kinderland. Die schönsten deutschen Kinderlieder für Mutter und Kind. Musikverlag H. Sikorski, Hamburg, um 1940 (Originale der Illustrationen befinden sich im Bestand des Sächsischen Staatsarchivs)

## Ausstellungen
- 1937: München, Große Deutsche Kunstausstellung
- 1940: Münster, Landesmuseum Münster („Maler sehen den Krieg“)

- 1946/1947: Leipzig, Museum der bildenden Künste, „Mitteldeutsche Kunst“

- 1953: Dresden, Dritte Deutsche Kunstausstellung